# Tenshin Aïkido
Le Tenshin Aïkido est un style d’aïkido moderne, introduit par le shihan et acteur américain Steven Seagal aux États-Unis, en 1998.